# Axel C. Heitmann
Axel Claus Heitmann (* 2. Oktober 1959 in Hamburg) ist ein deutscher Chemiker und Manager.

## Studium und Karriere
Axel Heitmann studierte Chemie an der Universität Hamburg und an der University of Southampton, UK. Er promovierte dort 1988 zum Dr. rer. nat. über ein Thema zur Synthese von Antigenen. 1989 begann er sein Berufsleben bei der Bayer AG in Leverkusen. 1991 wurde er Leiter des Bayer-Standortes Bromsgrove im Vereinigten Königreich. 1996 wechselte er zu Polymer Latex, einem Gemeinschaftsunternehmen der Bayer AG und der Degussa AG.
1999 bis Anfang 2002 führte er als Vorsitzender des Vorstandes die Bayer-Tochtergesellschaft Wolff Walsrode AG und übernahm anschließend die Leitung des Geschäftsbereichs Kautschuk der Bayer AG, bevor er im Juli 2002 in das Executive Committee von Bayer MaterialScience berufen wurde. Mit der Übertragung der Leitung der Region Asien/Pazifik verlegte Heitmann sein Büro nach Shanghai. Am 16. September 2004 wurde er zum Vorsitzenden des Vorstandes der neu gegründeten LANXESS AG bestellt, die durch Ausgliederung der Chemie- und Teilen der Polymersparte der Bayer AG entstanden war. Der Börsenkurs von Lanxess stieg von rund 15 Euro in den folgenden Jahren deutlich an und notierte bei der Aufnahme in den DAX am 24. September 2012 bei 66 Euro.
Im Februar 2014 legte Heitmann sein Amt als Mitglied und Vorsitzender des Vorstands der Lanxess AG nieder. Die Trennung von Heitmann sei „wegen strategischer Differenzen“, erfolgt, erklärte Aufsichtsratschef Rolf Stomberg.
Von 2016 bis 2018 war Heitmann Verwaltungsrat der Schweizer Sulzer AG. 2023 übernahm Heitmann den Vorstandsvorsitz der Prime Lithium AG, einer Tochterfirma der Deutsche Rohstoff AG, die die Verbesserung chemischer Herstellverfahren erforscht und perspektivisch in Deutschland Lithium-Derivate für die europäische Batterieindustrie herstellen möchte.

## Privates
Heitmann ist verheiratet und hat zwei Kinder.

## Ehrungen und Auszeichnungen
Seit April 2006 ist Heitmann Ehrenbürger der Stadt Wuxi.
Im Januar 2007 wurde Heitmann von den Lesern der Zeitschriften Euro und Euro am Sonntag zum Unternehmer des Jahres 2006 gewählt. Des Weiteren ergab eine Umfrage des US-Wirtschaftsverlags „Institutional Investor“ von Analysten, Investoren und Fondsmanagern im Juni desselben Jahres, dass er in der Kategorie „Basic Materials“, Sektor „Chemicals“, unter die fünf besten CEOs in Europa gewählt wurde.
Im November 2009 erhielt Heitmann den Econ-Award als Persönlichkeit des Jahres. Heitmann wird 2012 vom Oberbürgermeister Jürgen Roters zum Wirtschaftsbotschafter der Stadt Köln ernannt. Zwei Mal wurde Heitmann zum „Strategen des Jahres“ von der Financial Times Deutschland, der Strategieberatung Bain & Company und der WHU – Otto Beisheim School of Management als weitsichtiger und erfolgreicher Lenker eines börsennotierten deutschen Unternehmens gewählt. Im Jahr 2011 in der Kategorie „Mittlere Unternehmen“ (2,5 bis 7,5 Mrd. Euro Umsatz) und im Jahr 2012 in der Kategorie „Große Unternehmen“.

## Externe Mandate
- Mitglied im Bundesverband der Deutschen Industrie (BDI) mit Vorsitz im Ausschuss Außenwirtschaft[15]
- Mitglied im Asien-Pazifik-Ausschuss der deutschen Wirtschaft (APA)
- Mitglied im Präsidium des Verbandes der Chemischen Industrie e.V. (VCI) (10)[16]
- Mitglied im Vorstand und Präsidium der OAV-German-Asia-Pacific-Business Association  (OAV)[17]
- Mitglied im Beirat der NRW.Bank[17]
- Mitglied im Präsidium der „stiftung neue verantwortung“ (snv)[17]
- Mitglied des Kuratoriums des Konvent für Deutschland e. V.
- Mitglied im Landeskuratorium NRW des Stifterverbandes für die Deutsche Wissenschaft
- Mitglied des Wirtschaftsbeirats des Goethe-Instituts
- Vorstandsmitglied des Kuratoriums KölnMusik e.V.